# Guillaume-Auguste Chevalier
Cet article concerne l'homme politique. Pour le biologiste et botaniste, voir Auguste Chevalier.
Pour les articles homonymes, voir Chevalier.
Guillaume-Auguste Chevalier, dit Auguste Chevalier, né le 26 octobre 1809 à Limoges (Haute-Vienne) et mort le 26 novembre 1868 à Paris (Île-de-France), est un enseignant et homme politique français.

## Biographie

### Jeunesse et études
Auguste Chevalier est le frère de l'homme politique et économiste Michel Chevalier.
En 1828, il est admis à l'École préparatoire qui devient l'École normale après la révolution de juillet 1830. Il suit des études de sciences et obtient une licence ès-sciences. Il est reçu à l'agrégation de mathématiques le 9 septembre 1834.
Chevalier est le beau-père d'Émile II Pereire (1840-1913), fils d'Émile Pereire et petit-fils d'Isaac Rodrigues-Henriques.

### Parcours professoral
Il commence une carrière d'enseignant en 1830, lorsqu'il est nommé régent de mathématiques à Sens le 16 octobre 1830. En 1835, ayant été reçu à l'agrégation, il devient professeur suppléant de mathématiques au collège royal de Saint-Louis à Paris. Le 8 octobre suivant, il est chargé d'une division de mathématiques au collège Louis-le-Grand.

### Parcours dans la haute fonction publique
Auguste Chevalier quitte l'enseignement pour devenir attaché à la direction du mouvement du chemin de fer du Nord. En 1848, il est nommé par le prince Louis-Napoléon Bonaparte secrétaire général de la présidence de la République.

### Parcours politique
Candidat officiel à l'élection du 4 septembre 1853, dans la 3e circonscription de l'Aveyron, pour remplacer le baron Auguste Nougarède de Fayet, décédé, il est élu par 19 920 voix sur 21 805 votants ; il obtient sa réélection aux élections générales du 22 juin 1857, puis le 1er juin 1863.
Partisan du libre-échange comme son frère, il prit plusieurs fois la parole pour défendre le traité de commerce de 1860, et pour affirmer ses doctrines économiques. 

### Autres fonctions
En novembre 1862, il prit la direction politique des journaux réunis Le Pays et Le Constitutionnel.
Il est membre de la Société internationale des études pratiques d'économie sociale.
Il devient propriétaire de l'Hôtel Seigneurial d'Asnières-sur-Oise en 1853.

## Auguste Chevalier et Évariste Galois
Au sein de  l'École normale, anciennement École préparatoire, Auguste Chevalier se lie d'amitié avec Évariste Galois, mathématicien de génie à la vie tourmentée. Bien que ne partageant pas toujours les mêmes points de vue (Auguste Chevalier est partisan du saint-simonisme tandis qu'Évariste penche plutôt pour l'action révolutionnaire), leur amitié persistera jusqu'au décès prématuré du jeune Évariste.
C'est à Auguste Chevalier qu'est adressée la fameuse « lettre-testament » qu'Évariste Galois rédige la veille de sa mort, et qui résume l'ensemble de ses recherches, y compris celles en cours. Auguste Chevalier publie cette lettre, ainsi qu'une nécrologie de son ami, en septembre 1832. Il rassemble et conserve les écrits de Galois, et fait des copies de ceux non publiés. C'est grâce à son insistance, et à celle du jeune frère d'Évariste, Alfred, que Joseph Liouville prend connaissance des œuvres de Galois, en particulier du Mémoire sur les conditions de résolubilité des équations par radicaux, alors inédit, qu'il publie en 1846, ce qui assure la postérité, à titre posthume, du jeune mathématicien.

## Sources
- « Guillaume-Auguste Chevalier », dans Adolphe Robert et Gaston Cougny, Dictionnaire des parlementaires français, t. II, Edgar Bourloton, 1889-1891 [détail de l’édition] (lire en ligne), p. 91.